# Vía Láctea

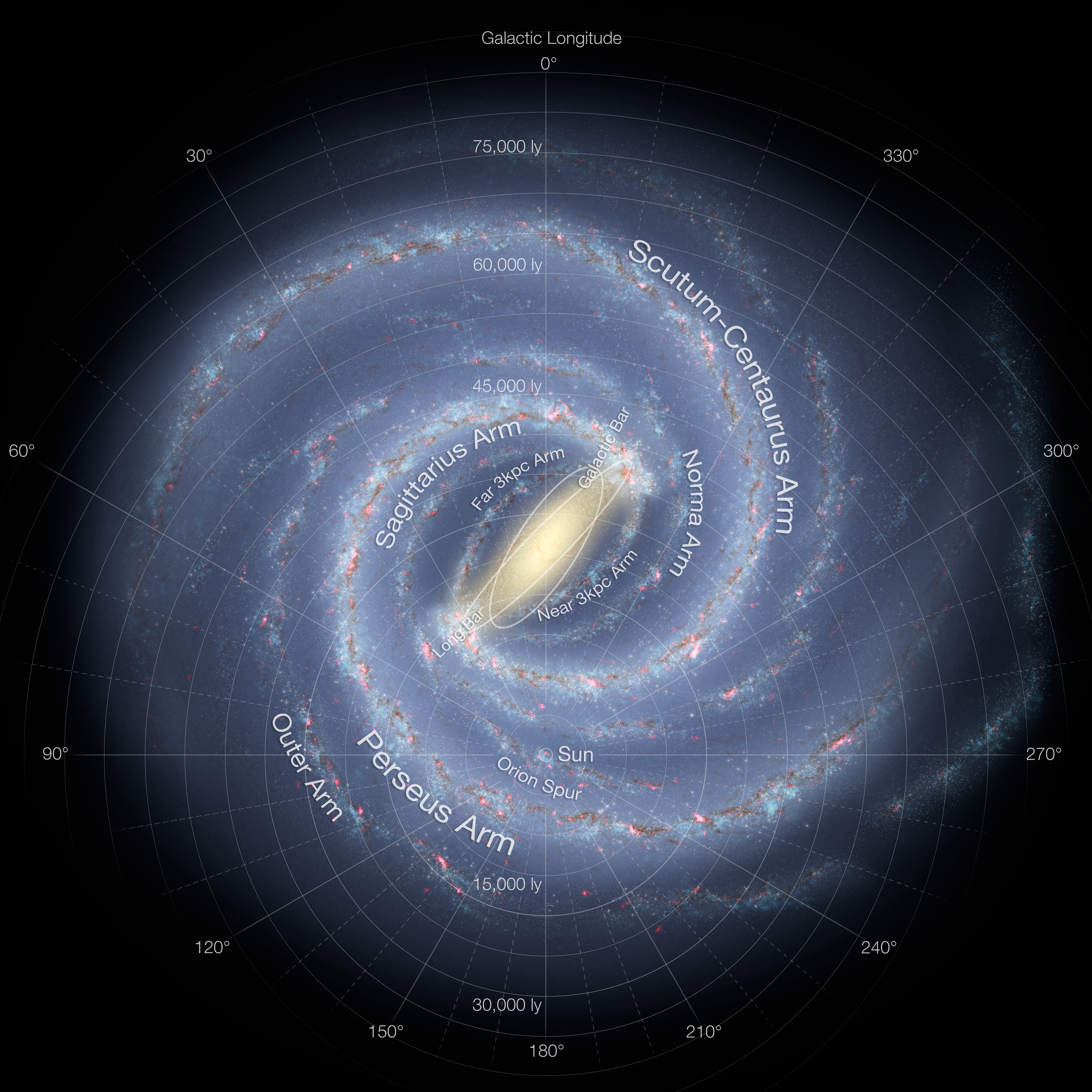
Mapa de la Vía Láctea.

La Vía Láctea (del latín Via Lactea, 'camino de leche') es una galaxia espiral barrada donde se encuentra el sistema solar y a su vez la Tierra. Según las observaciones, posee una masa de 1012 masas solares y, por su forma, es una galaxia del tipo espiral barrada, por lo que posee un giro dextrógiro vista desde el  norte celeste. Su diámetro medio se estima en unos 105 700 años luz. En mayo de 2018, un equipo de investigadores del Instituto Astrofísico de Canarias y el National Astronomical Observatories de Pekín (NAOC) publicaron nuevas observaciones que amplían el diámetro hasta 200 000 años luz. Se calcula que contiene entre 200 000 y 400 000 millones de estrellas. La distancia desde el Sol hasta el centro de la galaxia es de alrededor de 25 766 años luz (7900 pc). La Vía Láctea forma parte de un conjunto de unas cuarenta galaxias llamado Grupo Local y es la segunda más grande y brillante tras la galaxia de Andrómeda, aunque puede ser la más masiva, como muestra un estudio reciente.Además en la Vía Láctea se estiman que hay entre 10 millones y mil millones de agujeros negros.
El nombre Vía Láctea proviene de la mitología griega, que significa en latín camino de leche. Esa es, en efecto, la apariencia de la tenue banda de luz que atraviesa el firmamento terrestre, y así lo afirma la mitología griega, explicando que se trata de leche derramada del pecho de la Diosa Hera (Juno para los romanos). Rubens representa la leyenda en su obra El nacimiento de la Vía Láctea. Sin embargo, ya en la Antigua Grecia, el astrónomo Demócrito (460-370 a. C.) sugirió que aquel haz blanco en el cielo era en realidad un conglomerado de muchísimas estrellas demasiado tenues individualmente como para ser reconocidas a simple vista. Su idea, no obstante, no tuvo respaldo hasta 1609, cuando el astrónomo italiano Galileo Galilei hace uso del telescopio y constata que Demócrito estaba en lo cierto, ya que a donde quiera que mirase, aquel lugar se encontraba lleno de estrellas.

## Vista desde la Tierra
De noche se ve como una borrosa banda de luz blanca alrededor de toda la esfera celeste. El fenómeno visual de la Vía Láctea se debe a estrellas y otros materiales que se hallan sobre el plano de la galaxia, como el gas interestelar. La Vía Láctea aparece más brillante en la dirección de la constelación de Sagitario, dado que hacia allí se ubica su núcleo.

Panorámica nocturna de la Vía Láctea vista desde la plataforma de Paranal, Chile, hogar del telescopio gigante del ESO.

## Partes

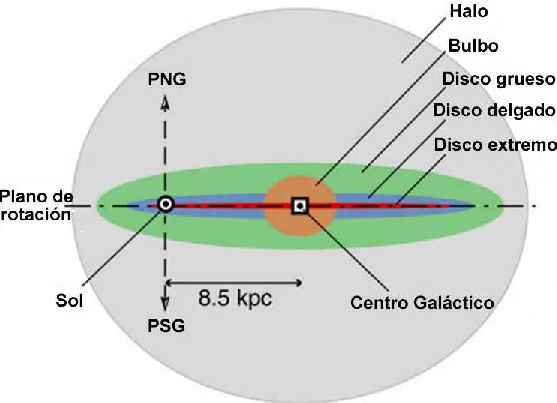
Diagrama de la estructura galáctica.

La galaxia se divide en tres partes bien diferenciadas:
- Halo
- Disco
- Bulbo

### Halo

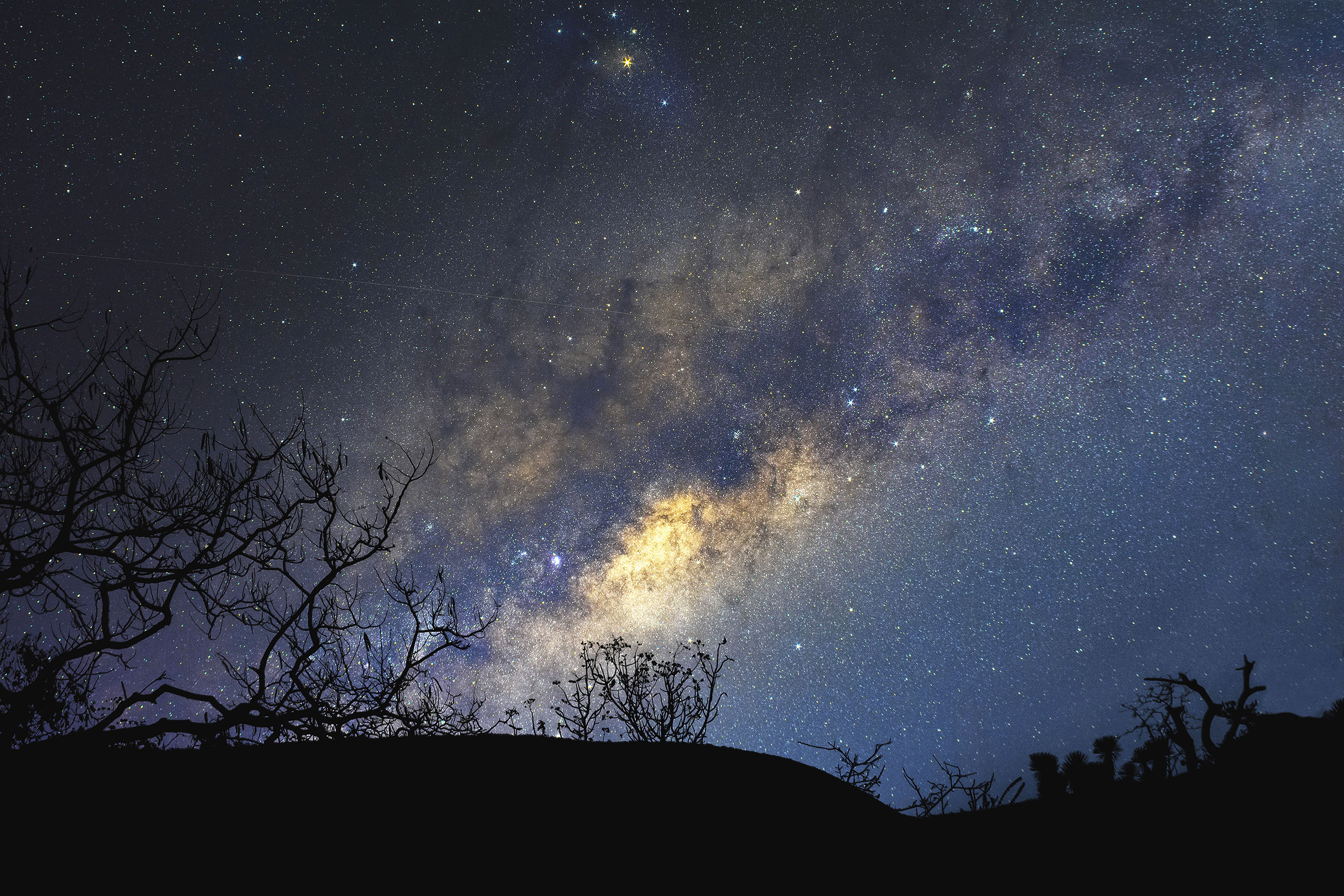
Fotografía de la Vía Láctea, tomada en febrero de 2021 en el estado de Puebla, México.

El halo es una estructura esferoidal que envuelve la galaxia. En el halo la concentración de estrellas es muy baja y apenas tiene nubes de gas, por lo que carece de regiones con formación estelar; es aquí donde se encuentra la mayor parte de los cúmulos globulares. Estas formaciones antiguas son reliquias de la formación galáctica. Estas agrupaciones de estrellas se debieron formar cuando la galaxia era aún una gran nube de gas que colapsaba y se iba aplanando cada vez más. Otra característica del halo es la presencia de gran cantidad de materia oscura. Su existencia se dedujo a partir de anomalías en la rotación galáctica. Los objetos contenidos en el halo rotan con una componente perpendicular al plano muy fuerte, cruzando en muchos casos el disco galáctico. De hecho, es posible encontrar estrellas u otros cuerpos del halo en el disco. Su procedencia se delata cuando se analiza su velocidad y trayectoria, así como su metalicidad. Y es que los cuerpos del halo presentan una componente perpendicular al plano muy acusada, además del hecho de que se trata de cuerpos que se formaron antes que los del disco. Sus órbitas los llevan, pues, a cruzar periódicamente el disco. También es muy probable que una estrella de población II (pobre en metales) pertenezca al halo, pues éstas son más antiguas que las de población I (ricas en metales), y el halo, como ya se ha dicho, es una estructura antigua.
La masa en estrellas de este componente es muy baja, de alrededor de mil millones de masas solares; una gran parte de la masa del halo galáctico está en la forma de materia oscura.

### Disco

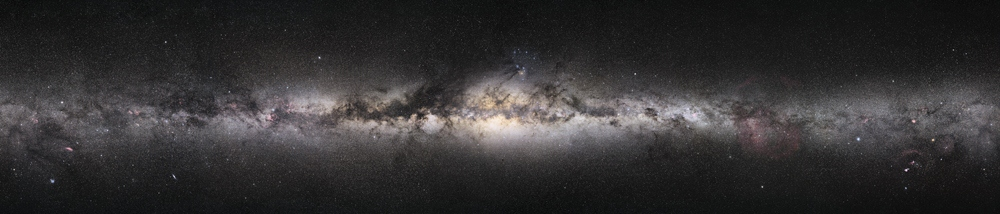
Vista del núcleo desde la Tierra.

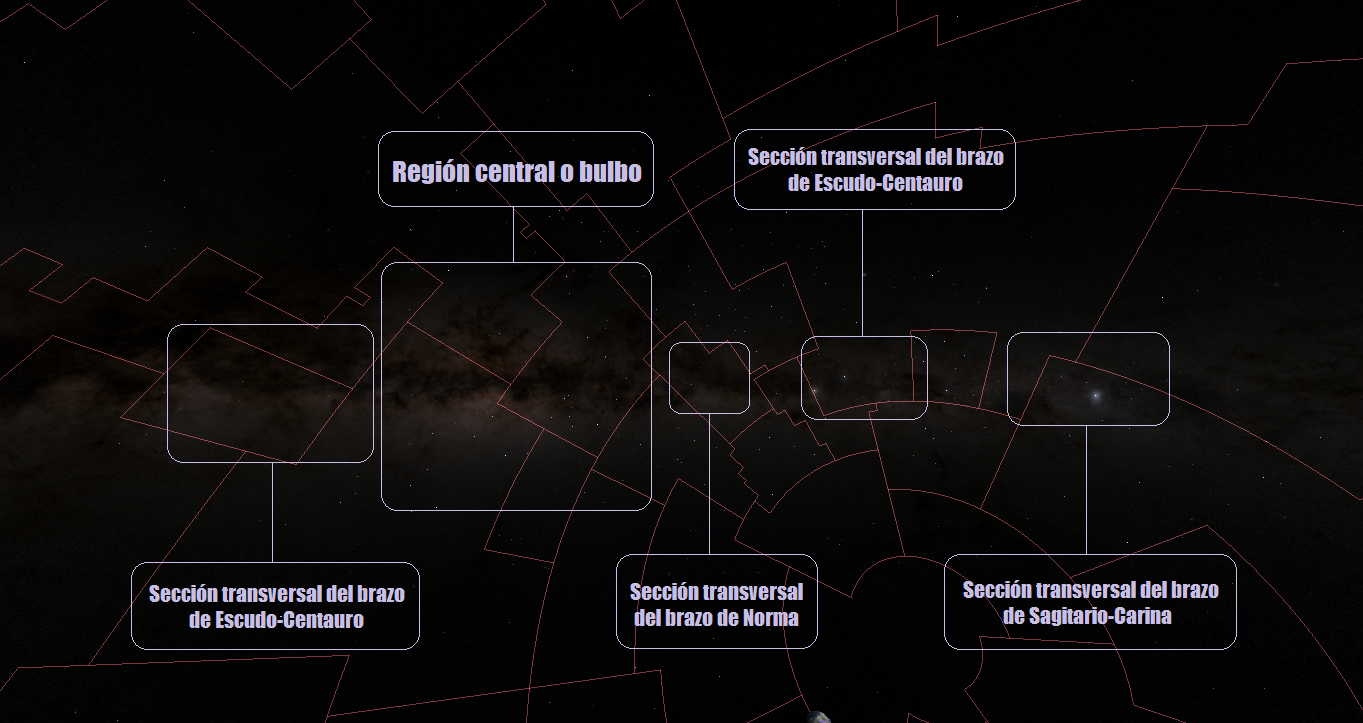
Partes de la Vía Láctea vista desde la Tierra. Toma generada con Celestia.

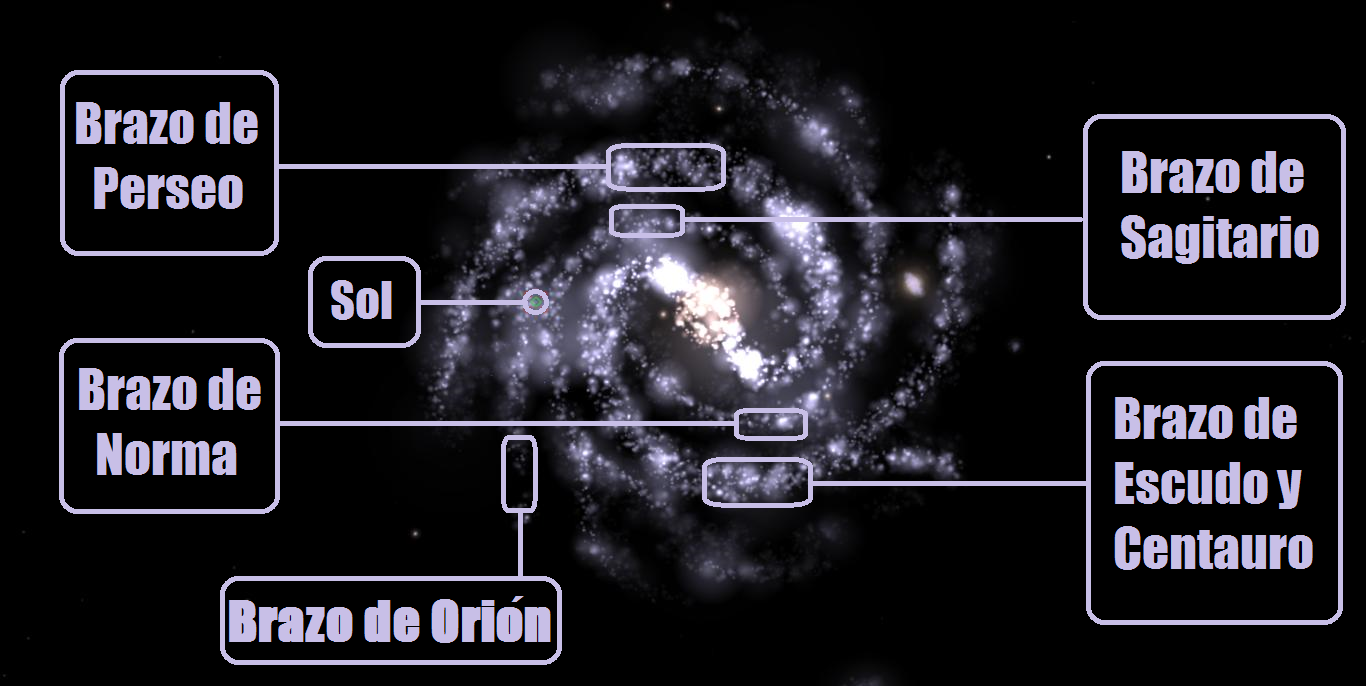
Brazos del disco de la Vía Láctea generada en Celestia.

El disco se compone principalmente de estrellas jóvenes de Población I. Es la parte de la galaxia que más gas contiene y es en él donde aún se dan procesos de formación estelar. Lo más característico del disco son los brazos espirales, que son cuatro: dos principales Escudo-Centauro y Perseo, así como dos secundarios —Sagitario y Norma— (en vez de cuatro brazos similares entre sí, como se pensaba antes).
Durante 2008 un grupo de astrónomos anunció el descubrimiento de un nuevo brazo espiral en nuestra galaxia, concretamente un enorme fragmento hasta ahora desconocido; se cree que el nuevo brazo espiral es, en realidad, el tramo final y más distante del brazo de Escudo-Centauro, una de las dos ramas principales. De confirmarse, los autores habrán demostrado que la Vía Láctea posee una sorprendente simetría en sus formas, ya que este nuevo brazo sería la contraparte simétrica del de Perseo. Hay que tener en cuenta que nuestra posición en la Vía Láctea —a mitad de camino entre su centro y su borde, y prácticamente en el plano galáctico— dificulta en gran medida el estudio de la estructura espiral de nuestra galaxia.

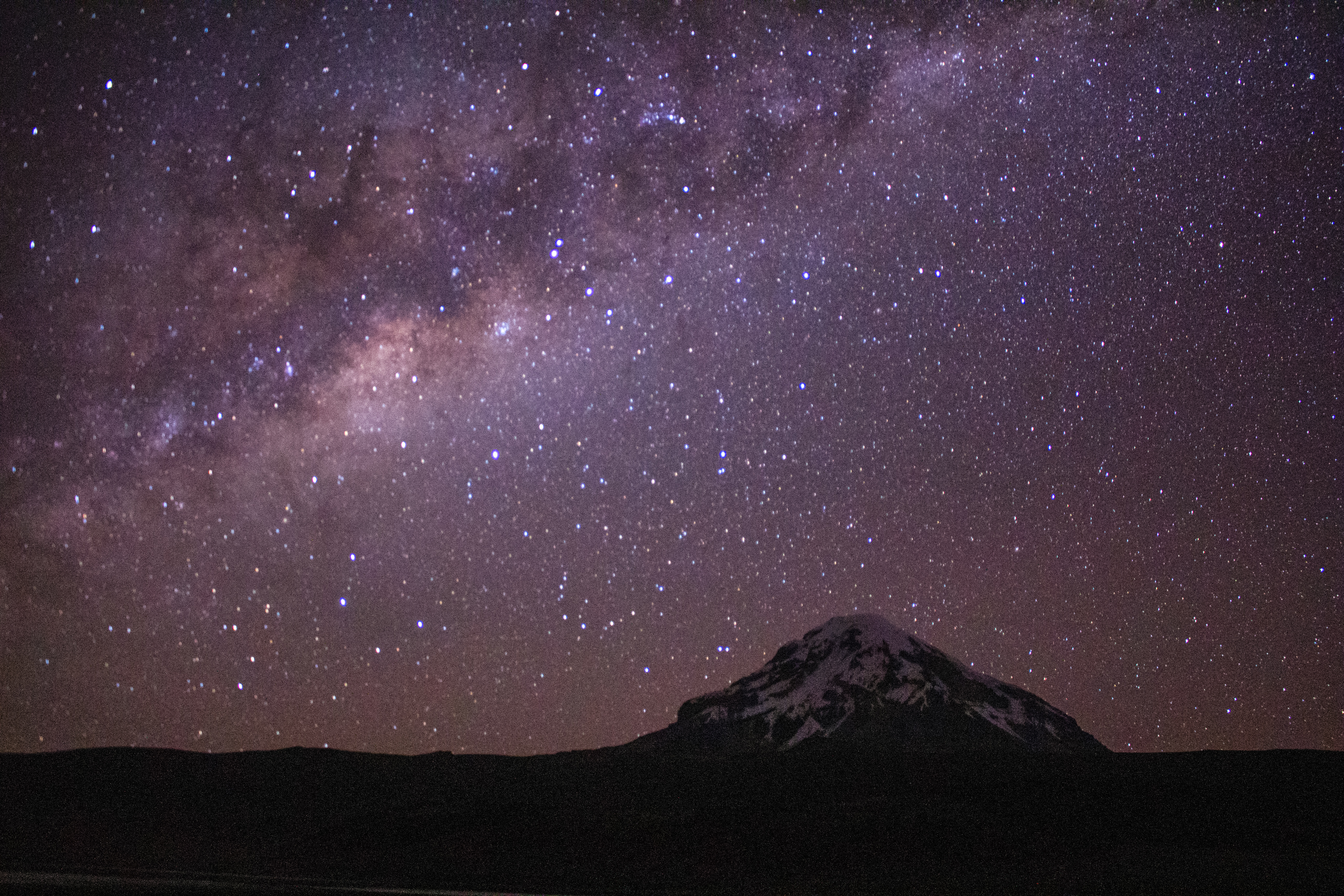
La Vía Láctea es visible solo en cielos rurales, como en ésta fotografía tomada cerca del Nevado Sajama en Bolivia, lejos de la contaminación lumínica.

Nuestro Sistema Solar se encuentra en el brazo Orión o Local, que forma parte del brazo espiral de Sagitario, de allí su nombre de «Local». Estas formaciones son regiones densas donde se compacta el gas y se da la formación de estrellas. Los brazos son, en realidad, ondas de densidad que se desplazan independientemente de las estrellas contenidas en la galaxia. El brillo de los brazos es mayor que el resto de las zonas, porque es allí donde se encuentran las gigantes azules (estrellas de tipo O, B), que son las únicas que pueden ionizar grandes extensiones de gas. Estas estrellas de corta vida nacen y mueren en el brazo espiral, convirtiéndose así en excelentes marcadores de su posición. Otros trazadores de los brazos espirales son las regiones HII (nubes de hidrógeno ionizado), originadas precisamente por esos gigantes azules. Estas nubes vuelven a emitir, en el rango de la luz visible, la energía captada en el ultravioleta o en otras frecuencias más cortas. Son altamente energéticas, pues han sido ionizadas por las potentes gigantes azules, que barren extensas áreas con sus vientos estelares.
Las estrellas de vida más larga como el Sol ya no sirven como marcadores, ya que tienen tiempo a lo largo de su vida de entrar y salir repetidas veces en los diferentes brazos espirales de la galaxia. Estas estrellas pueden encontrarse también fuera de los brazos.
Así como la galaxia se compone de dos partes según su grosor, halo y disco, el disco también: disco delgado y disco grueso. Se cree que el disco grueso es el remanente de un segundo proceso de colapso y aplanamiento de la galaxia. Del mismo modo que el halo es el remanente del colapso inicial, el disco grueso lo sería de una segunda fase de colapso.
El disco está unido al bulbo galáctico por una barra de radio 3,9 kiloparsecs, en cuyo interior puede existir a su vez una barra menor (algo que ocurre en bastantes otras galaxias espirales barradas). Hay además elevada formación estelar en uno de sus extremos al menos.
La barra mayor está ceñida a su vez por un anillo de 5 kiloparsecs de radio, que concentra, además de una gran cantidad del hidrógeno molecular de la galaxia, una gran actividad de formación estelar. Dicho anillo es la estructura más notable de nuestra galaxia y, visto desde otras galaxias exteriores, sería su zona más prominente. De este anillo emergen los brazos espirales.
Recientemente se ha sugerido que la Galaxia Elíptica Enana de Sagitario puede ser la responsable de la estructura espiral de nuestra galaxia, ayudando a dar forma a los brazos espirales, modelando la barra central y distorsionando sus regiones exteriores.
Se cree que nuestra galaxia tiene posiblemente entre 4000 millones y 8000 millones de masas solares de hidrógeno neutro, además de la mitad de esa masa en la forma de hidrógeno molecular. Mientras que el primero llega más allá del espacio ocupado por las estrellas —pero la región central apenas tiene gas en esa forma—, gran parte del segundo está concentrado en el anillo mencionado antes, y —excepto en la región más interna de la Vía Láctea— la densidad de hidrógeno molecular en la región central de la galaxia también es baja.

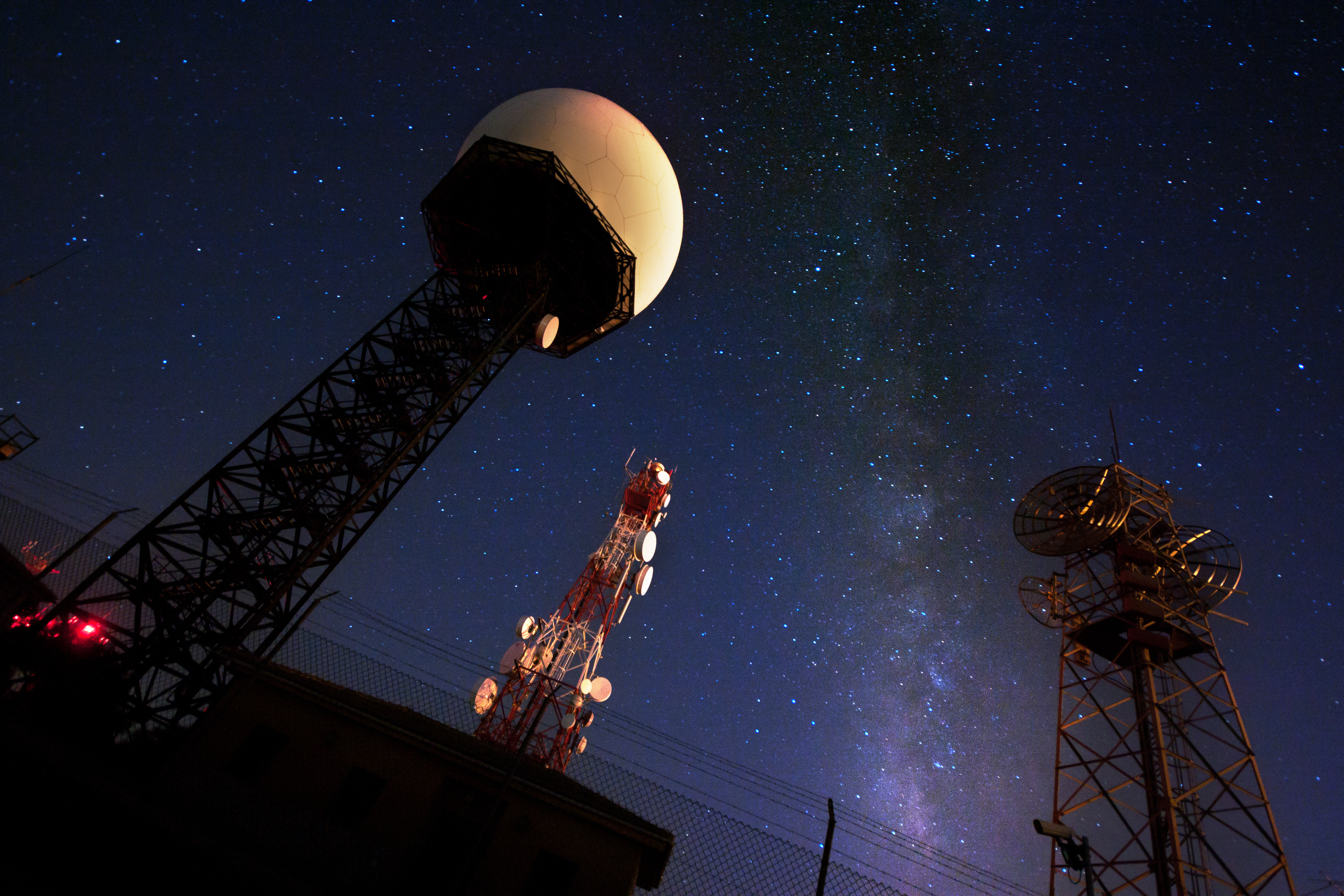
Vista de la Vía Láctea en España.

Inicialmente se pensaba que la tasa de formación estelar de nuestra galaxia sería de hasta cinco masas solares por año; sin embargo, estudios más recientes realizados con ayuda del telescopio de infrarrojos Spitzer sugieren una tasa mucho menor, de apenas una masa solar por año, y otro también sugiere que nuestra galaxia, junto a la de Andrómeda, se halla en lo que en el diagrama de color-magnitud para galaxias se conoce como el valle verde: una zona intermedia entre la secuencia roja (galaxias que no forman estrellas, muchas de ellas galaxias elípticas) y la nube azul (galaxias que forman estrellas a gran ritmo, muchas de ellas galaxias espirales), caracterizada por una progresiva disminución de la formación estelar al irse acabando el gas a partir del cual nacen las estrellas, calculándose que esta acabará dentro de 5000 millones de años, incluso contando con el aumento de la formación estelar que llevará a su colisión futura con la Galaxia de Andrómeda. Esto ha sido reforzado por estudios más recientes que muestran que, sin incluir sus brazos espirales, la Vía Láctea tiene un color más rojizo que otras galaxias espirales similares, lo que implica que su actividad de formación de estrellas está relativamente próxima a acabar; de hecho es solo algo más azulada que las galaxias más azules de la secuencia roja y está entre las más brillantes y rojas de las galaxias que aún siguen formando estrellas.
Estudios recientes revelan que nuestra galaxia es atípica por no haber sufrido en los últimos 10 000 millones de años ninguna fusión importante con otra, sobre la base de sus bajos momento angular, metalicidad, tamaño y número de estrellas, habiendo formado estrellas de manera bastante constante y tenido una evolución relativamente tranquila, a diferencia de lo que ha sucedido con numerosas otras galaxias espirales como Andrómeda, las cuales han adquirido su tamaño y masa actuales debido a la absorción de numerosas galaxias menores. Ello también implica que una colisión entre dos galaxias espirales no tiene por qué crear siempre una galaxia elíptica, sino que puede dar lugar a una galaxia espiral mayor.
Esta parte de la Vía Láctea tiene una masa de 60 000 millones de masas solares en forma de estrellas y una luminosidad de entre 15 000 y 20 000 millones de veces la del Sol.

### Bulbo

Centro galáctico.

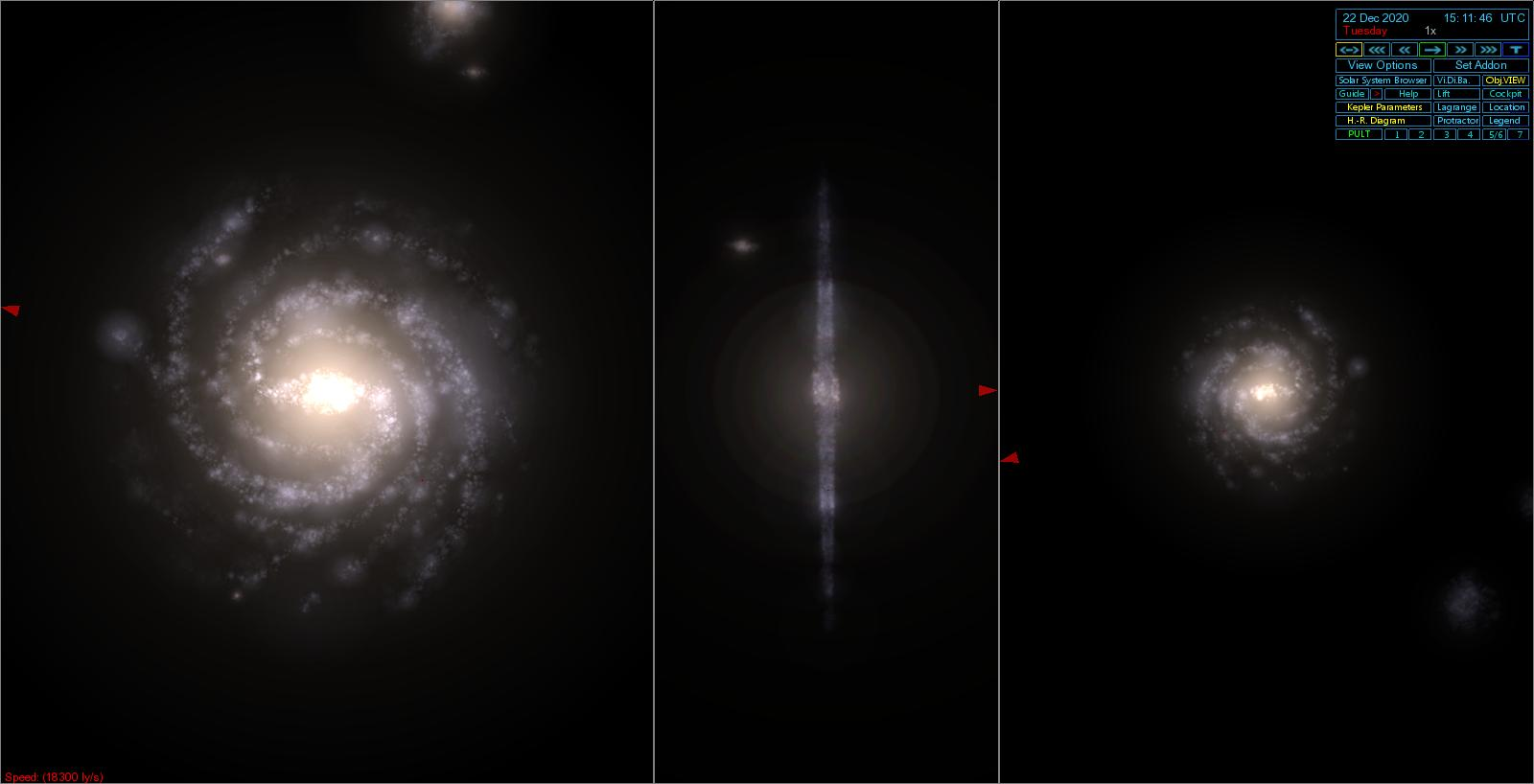
Vista de la Vía Láctea desde otras galaxias (NGC 253, Maffei 1 y Messier 64).

El bulbo o núcleo galáctico se sitúa en el centro. Es la zona de la galaxia con mayor densidad de estrellas. Sin embargo, a nivel local se pueden encontrar algunos cúmulos globulares con densidades superiores. El bulbo tiene una forma esferoidal achatada y gira como un sólido rígido. También al parecer, en nuestro centro galáctico, hay un gran agujero negro de unas 4 millones de masas solares que los astrónomos denominaron Sagittarius A, o Sagitario A*. Su detección fue posible a partir de la observación de un grupo de estrellas que giraban en torno a un punto oscuro a más de 1500 km/s.
Investigaciones muy recientes sugieren que nuestra galaxia carece de un bulbo central como el que tiene la Galaxia de Andrómeda (o si existe es muy pequeño), formado a partir de la colisión y fusión de galaxias preexistentes, y en su lugar tiene un pseudobulbo, consecuencia de la formación de una barra en su centro, lo que la hace similar a NGC 4565.
La masa concentrada en estrellas de este componente se estima en 20 000 millones de masas solares, y su luminosidad en 5000 millones de veces la del Sol.

## Formación
La Vía Láctea comenzó como una o varias pequeñas regiones de sobredensidad en la distribución másica del universo poco después del Big Bang. Algunas de estas regiones eran las semillas de los cúmulos globulares, en los que perduran las más antiguas estrellas que formaron la galaxia. Estas estrellas y cúmulos constituyen en la actualidad el halo estelar de la Vía Láctea. Tras unos pocos miles de millones de años después de las primeras estrellas, la masa de la galaxia era lo suficientemente grande como para que diera vueltas con relativa rapidez, lo que, debido a la conservación del momento angular, condujo a que el medio gaseoso interestelar colapsase de una forma más o menos esférica a un disco plano. Por lo tanto, las siguientes generaciones de estrellas se formaron en este disco espiral. La mayoría de las estrellas jóvenes, incluido el Sol, se encuentran en este disco.
Desde el momento en que comenzaron a formarse las primeras estrellas, la Vía Láctea ha crecido mediante fusiones de galaxias (sobre todo al principio) y la acreción de gas del halo galáctico. La Vía Láctea está en la actualidad aumentando su masa con sus dos más cercanas galaxias satélites, la Gran Nube de Magallanes y la Pequeña Nube de Magallanes, mediante la corriente de Magallanes. La acreción directa de gas se constata en nubes de alta velocidad como la nube de Smith. Sin embargo, las propiedades de la Vía Láctea, como la masa estelar, el momento angular y la metalicidad de sus regiones más externas, sugieren que no ha sufrido fusiones con grandes galaxias en los últimos mil millones de años. Esta ausencia de grandes fusiones recientes es inusual entre galaxias espirales similares; su vecina, la galaxia de Andrómeda, parece tener una historia más típica con fusiones más recientes con galaxias relativamente grandes.
Según recientes estudios, la Vía Láctea, así como Andrómeda, se encuentran en lo que se conoce como valle verde dentro del diagrama color-magnitud, una región poblada por galaxias en transición de la nube azul (galaxias con formación activa de nuevas estrellas) a la secuencia roja (galaxias que carecen de formación estelar). La formación de estrellas en las galaxias del valle verde va desacelerando a medida que se quedan sin gas en el medio interestelar. En simulaciones galácticas con propiedades semejantes, esta formación habrá desaparecido en unos cinco mil millones de años, incluso teniendo en cuenta el incremento a corto plazo en la tasa de formación por la colisión entre la Vía Láctea y Andrómeda. De hecho, las medidas en otras galaxias similares a la Vía Láctea sugieren que esta está entre las galaxias espirales más rojas y brillantes que todavía forman nuevas estrellas y que es solo ligeramente más azul que las galaxias más azules de la secuencia roja.

### Edad e historia cosmológica

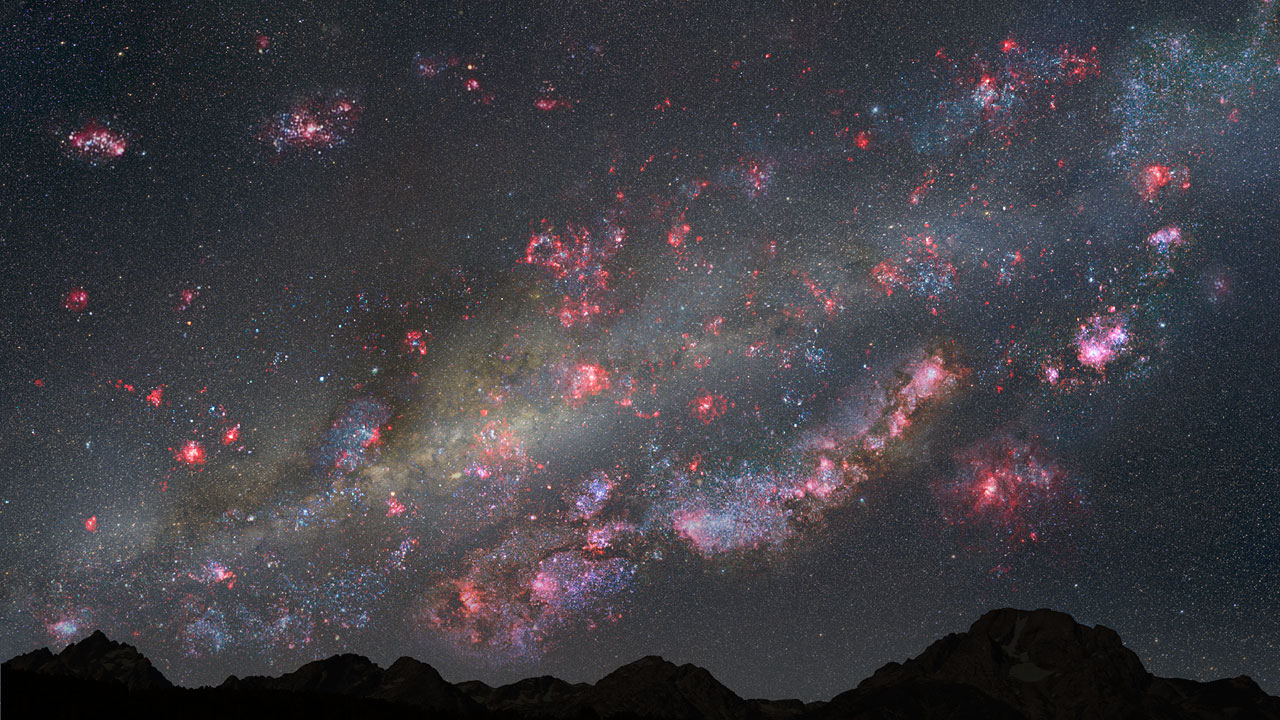
Cielo nocturno de un hipotético planeta de la Vía Láctea hace diez mil millones de años.

Los cúmulos globulares se encuentran entre los objetos más antiguos de la Vía Láctea, lo que establece un límite inferior a la edad de la Vía Láctea. Las edades de las estrellas individuales en la Vía Láctea pueden estimarse midiendo la abundancia de elementos radiactivos de larga vida como el torio-232 y el uranio-238, y comparando luego los resultados con las estimaciones de su abundancia original, una técnica llamada nucleocosmocronología. Esto resulta en valores de aproximadamente 12,5 ± 3 mil millones de años para la CS 31082-001 y 13,8 ± 4 mil millones de años para la BD +17° 3248. Una vez que se forma una enana blanca, esta comienza a sufrir un enfriamiento radiativo y la temperatura de la superficie desciende de manera constante. Midiendo las temperaturas de la más fría de estas enanas blancas y comparándolas con su temperatura inicial esperada, se puede hacer una estimación de la edad. Con esta técnica, la edad del cúmulo globular M4 se ha estimado en 12,7 ± 0,7 mil millones de años. Las estimaciones de edad del más antiguo de estos grupos dan un valor estimado de 12 600 millones de años y un límite superior de confianza del 95% de 16 000 millones de años.
Se han encontrado varias estrellas individuales en el halo de la Vía Láctea con edades medidas muy cercanas a los 13 800 millones de años de edad del Universo. En 2007, se estimó que una estrella en el halo galáctico, HE 1523-0901, tenía unos 13 200 millones de años. Como es el objeto más antiguo conocido en la Vía Láctea en ese momento, esta medición puso un límite inferior a la edad de la Vía Láctea. Esta estimación se realizó utilizando el Ultraviolet and Visual Echelle Spectrograph del Very Large Telescope para medir las fuerzas relativas de las líneas espectrales causadas por la presencia de torio y otros elementos creados por el proceso R. La resistencia de las líneas produce abundancia de diferentes isótopos elementales, de los cuales se puede obtener una estimación de la edad de la estrella mediante la nucleocosmocronología. Otra estrella, HD 140283, tiene 14,5 ± 0,7 mil millones de años de edad.
También se ha estimado la edad de las estrellas en el disco delgado galáctico sirviéndose de la nucleocosmocronología. Las mediciones de las estrellas de disco delgado arrojan una estimación de que el disco delgado se formó hace 8,8 ± 1,7 mil millones de años. Estas mediciones sugieren que hubo un período de casi 5 mil millones de años entre la formación del halo galáctico y el disco delgado. Análisis recientes de las firmas químicas de miles de estrellas sugieren que la formación estelar podría haber caído en un orden de magnitud en el momento de la formación del disco, hace 10 a 8 mil millones de años, cuando el gas interestelar estaba demasiado caliente para formar nuevas estrellas a la misma velocidad que antes.
Las galaxias satelitales que rodean la Vía Láctea no están distribuidas al azar, sino que parecen ser el resultado de la desintegración de un sistema más grande en el que se produjo una estructura anular de 500 000 años luz de diámetro y de 50 000 años luz de ancho. Encuentros cercanos entre las galaxias, como el que se espera que tenga lugar dentro de los próximos 4000 millones de años con la galaxia de Andrómeda, arrancan colas gigantescas de gas, que, con el paso del tiempo, pueden fusionarse y formar galaxias enanas en forma de anillos y con un ángulo arbitrario respecto al disco principal.
En noviembre de 2018, los astrónomos anunciaron el descubrimiento de una de las estrellas más antiguas del universo. Con una antigüedad aproximada de 13 500 millones de años, 2MASS J18082002-5104378 es una pequeña estrella ultra pobre en metales (UMP), compuesta casi en su totalidad por materiales liberados por el Big Bang, y es posiblemente una de las primeras estrellas. El descubrimiento de la estrella en la Vía Láctea sugiere que la galaxia puede ser por lo menos tres mil millones de años más vieja de lo que se pensaba con anterioridad.

## Galaxias satélite
Además de los al menos 150 cúmulos globulares conocidos, nuestra galaxia cuenta con cierto número de galaxias satélite. Las dos mayores con diferencia son las Nubes de Magallanes, y el resto son galaxias elípticas enanas mucho menores, aunque recientemente se ha sugerido que las perturbaciones observadas en el gas situado en la periferia de la Vía Láctea pueden estar causadas por la gravedad de una galaxia de masa similar a la de la Gran Nube de Magallanes e invisible desde nuestra posición en la galaxia.
Algunas de las galaxias compañeras —como, por ejemplo, la galaxia Enana Elíptica de Sagitario— están tan cercanas a ella que están siendo despedazadas y absorbidas por nuestra galaxia.

## Mitología
En algunas culturas está asociada a caminos, por ejemplo, los vikingos creían que llevaba al Valhalla, destino de las almas de los muertos, mientras que los celtas aseguraban que se dirigía al castillo de la reina de las hadas. En España, la Vía Láctea también recibe el nombre popular de Camino de Santiago, pues era usada como guía por los peregrinos de ese lugar. 
En otros casos, como en las alegorías chinas y japonesas, se refieren a ella como un río de plata celestial. Al igual que los vikingos y culturas asiáticas, los incas también tenían una creencia similar. Ellos creían que la Vía Láctea era un río celestial llamado Hatun Mayu, el cual conecta al Kay Pacha (mundo terrenal) con el Hanan Pacha (mundo superior). Al fallecer, se debía cruzar dicho río para iniciar una segunda vida al lado de los dioses. Los mexicas o aztecas y otras culturas mesoamericanas creían que era el dios Mixcóatl (Serpiente de nube) que serpenteaba por el cielo nocturno, dios de la cacería, de los sueños y carcelero de los monstruos estelares. En la mitología egipcia, la Vía Láctea se consideraba un charco de leche de vaca. La Vía Láctea fue deificada como una diosa de la fertilidad de las vacas con el nombre de Bat (más tarde sincretizada con la diosa del cielo Hathor).

### Cultura clásica
Eratóstenes, hablando sobre la Vía Láctea, se refiere a ella como un «círculo de leche».  Era solo uno de los once «círculos» que los griegos identificaron en el cielo, otros eran el zodiaco, el meridiano, el horizonte, el ecuador, los trópicos de Cáncer y Capricornio, los círculos ártico y antártico y dos círculos coluros que pasan a través de ambos polos.  Se cuenta que el dios griego Zeus, que era infiel a su esposa Hera, tuvo un hijo llamado Heracles (Hércules para los romanos). Los hijos de Zeus no podían tener parte en la honra del cielo si no mamaban del pecho de Hera. Por ello dicen que Hermes, dios mensajero, llevó a Heracles hasta el Olimpo después de nacer, lo acercó al pecho de Hera y él mamó. Cuando Hera se dio cuenta lo apartó de su lado; y así, como se derramó la leche sobrante, se creó el círculo de la galaxia.  En De Astronomica, obra romana, se añaden más variantes, como que Juno dormía cuando le pusieron al infante Hércules entre sus senos. Hércules era tan ávido que no pudo contener en su boca toda la leche que había mamado, y la Vía Láctea se derramó de su boca.  Otros dicen que Juno amamantó a Mercurio y que, cuando se enteró de que era hijo de Maya, lo rechazó. Otros más dicen que en el momento en que Ops llevó a Saturno una piedra, fingiendo que era el Júpiter niño, Saturno le ordenó a Ops que le ofreciera leche al supuesto niño. Cuando Ops apretó su pecho contra piedra, la leche que se derramó formó el círculo de estrellas.